# Labalme
Labalme (también conocida como La Balme-sur-Cerdon) es una comuna francesa del departamento de Ain, en la región de Auvernia-Ródano-Alpes. Pertenece a la comunidad de comunas Rives de l'Ain - Pays du Cerdon.

## Demografía
| 118 | 140 | 117 | 104 | 120 | 135 | 147 | 206 |
| Para los censos de 1962 a 1999 la población legal corresponde a la población sin duplicidades (Fuente: INSEE [Consultar]) |     |     |     |     |     |     |     |